# Stefano Muccioli
Stefano Muccioli (19 gennaio 1968) è un allenatore di calcio ed ex calciatore sammarinese, di ruolo portiere.